# Abstract (filozofie)
Abstract (lat. abstractus, part. lui abstrahere „a scoate din" ; FILOZ.), categorie filozofică opusă concretului, care desemnează cunoașterea proprietăților esențiale și generale ale obiectelor și fenomenelor. Reflectînd notele esențiale și generale ale obiectelor, noțiunile abstracte lasă deoparte particularitățile obiectului concret (senzorial), „fac abstracție" de acestea.